# Мирослав Фабри
Мирослав Фабри (Бачка Паланка, 8. јун 1958) српски је позоришни, телевизијски и филмски глумац.

## Биографија
Завршивши средњу медицинску школу у Новом Саду, Фабри је 1978. године уписао Академију уметности у истом граду. Звање дипломираног глумца стекао је 1983. Стални је члан ансамбла Српског народног позоришта од 1989. У управни одбор овог колектива, изабран је почетком 2010. године.
Поред сталног ангажмана у матичном позоришту, Фабри такође наступа као гостујући уметник на сцени Словачког војвођанског позоришта, као и на сцени Народног позоришта у Суботици, где је, по потреби, ангажован и као лектор делова текста на словачком језику.
Фабри се остварио у више играних и кратких филмова, у којима је углавном тумачио споредне улоге. Играо је и у телевизијској серији Јагодићи из 2012. године, где је током прве сезоне глумио лик Михаља Шијачког.
У својству специјалног госта, Фабри се појавио у 1019. епизоди, 1654. епизоди и Новогодишњем специјалу (2019) хумористичке серије Државни посао у улози Живице Киждобранског – Кижде.

## Филмографија
| Год.       | Назив                          | Улога                |
| ---------- | ------------------------------ | -------------------- |
| 1990.      | Народни посланик               | жандарм              |
| 1990.      | Цајтнот                        |                      |
| 2004.      | Добро јутро малигна ћелијо     | отац                 |
| 2004.      | Журка                          | српски командир      |
| 2007.      | Мера за меру                   | Лакат                |
| 2009.      | Срце је мудрих у кући жалости  | економиста           |
| 2012—2013. | Јагодићи                       | Михаиљ Шијачки       |
| 2016.      | Вере и завере                  | партизански поручник |
| 2018.      | Државни посао                  | Живица Киждобрански  |
| 2021.      | Први сервис                    | Арсеније Вајферт     |
| 2023.      | Пенал и сексуални живот Ане Ђ. |                      |

## Награде
- Награда за улогу Ломова у представи После пола века у режији Љубослава Мајере, настале као композиција дела Просидба, Медвед и Јубилеј Антона Павловича Чехова, на Сусрету војвођанских позоришта 1994.[1]
- Похвала за Дан СНП-а 1998.[1]
- Годишња награда СНП-а за улогу Вратила у представи Сан летње ноћи Вилијама Шекспира, у режији и адаптацији Кокана Младеновића, 2004.[1]

## Галерија
- Фотографије Српског народног позоришта
- Мизантроп, Молијерова комедија из 17. века; концепт и режија Ива Милошевић; Драма Српског народног позоришта, Нови Сад, 2014/15; Мирослав Фабри, Ненад Пећинар.
- Неспоразум, Албера Камија у режији Радослава Миленковића; Драма СНП-а, Нови Сад, 2007/08; глумци Мирослав Фабри, Лидија Стевановић.
- Три сестре, драма руског писца Антона Чехова; редитељ Радослав Миленковић, Драма СНП-а, Нови Сад, 2008/09; Драгиња Вогањац, Гордана Јошић Гајин, Јована Мишковић, иза су Милован Филиповић и Мирослав Фабри.